# Cabo de guerra nos Jogos Mundiais de 2009
As competições de cabo de guerra nos Jogos Mundiais de 2009 ocorreram entre 18 e 19 de julho na Escola NSYSU Guo-Guang. Três eventos foram disputados.

## Quadro de medalhas
| Ordem | País          | Medalha de ouro | Medalha de prata | Medalha de bronze |   |
| ----- | ------------- | --------------- | ---------------- | ----------------- | - |
| 1     | Países Baixos | 1               | 1                | 1                 | 3 |
| 2     | Suíça         | 1               | 1                |                   | 2 |
| 3     | Taipé Chinesa | 1               |                  |                   | 1 |
| 4     | Alemanha      |                 | 1                |                   | 1 |
| 5     | Grã-Bretanha  |                 |                  | 2                 | 2 |
| TOTAL | TOTAL         | 3               | 3                | 3                 | 9 |

## Medalhistas
| Evento                      | Ouro | Prata | Bronze |
| 680 kg masculino (detalhes) | NED Países Baixos Ivo Brugman Wilhelmus Eggenkamp Edwin Goorhorst Gerolph Herman Hoff Gerben Jansen Erwin Leusink Petrus Naalden Aloysius Ribberink | SUI Suíça Ralph Debelak Markus Fischer Johann Albert Henggeler Daniel Jung Roland Peter David Schnellmann Ruedi Schwendener Jakob Wechsler                                            | GBR Grã-Bretanha David John Bowyer John Etches Robert Johnson Jonathan Jones Paul Lamb Steven Morten David Murphy Richard Pearson               |
| 640 kg masculino (detalhes) | SUI Suíça Daniel Braendle Hans Peter Braendle Peter Christen Marco Halter Patrick Kaufmann Fabian Langenstein Josef Raebsamen Ulrich Vonmoos        | GER Alemanha Andreas Berl Thorsten Berl Markus Boehler Matthias Boschert Dietmar Broghammer Tim Grundmann Jurgen Hilkert Dirk Wagner                                                  | NED Países Baixos Bernardus Baak Antonius Bogt Ivo Brugman Edwin Goorhorst Gerolph Hoff Teun Huinre Erwin Leusink Petrus Naalden                |
| 520 kg feminino (detalhes)  | TPE Taipé Chinês Chen Li-hui Cheng Shu-fang Hsu Yu-ling Kanlin Yi-ching Ko Chia-wen Lee Tzu-yi Wang Chia-chi Wang Tzu-Jung Yang Shih-yu             | NED Países Baixos Grietje Annema ev Stoker Geri Boogaard Simona de Vires Paula Delfgaauw Maaike Hornstra Aaltje Nieuwland Nanda Oude Egberink J. A. van der Meijden Catharina Weijers | GBR Grã-Bretanha Diana Alcock Julie Alcock Louise Bond Lucinda Charles Rachel Craft Heather Nelson Elaine Smith Tracey Townsend Dawn Wainwright |